# Dharmakszema
Dharmakszema (ur. 385, zm. 433; skt Dharmakṣema; chiń. transliteracja 曇無讖 pinyin Tánwú chèn, tłumaczenie 竺法豐 Zhú Fǎfēng; jap. Donmusen) – mnich buddyjski z Indii, tłumacz i misjonarz działający w Chinach.

## Życiorys
Pochodził ze środkowych Indii. W wieku sześciu lat stracił ojca. Rodzina był utrzymywana przez matkę, która zarabiała na życie jako tkaczka wełnianej odzieży. Pewnego dnia w okolicy pojawił się bardzo znany mnich Dharmajaśas. Matka była pod takim wrażeniem, że poprosiła mnicha o wzięcie jej syna jako ucznia. Początkowo Dharmakszema studiował pisma związane z hinajaną i zapowiadał się obiecująco, gdyż posiadał wyjątkową pamięć i był bardzo elokwentny. Wcześnie także zainteresował się magią i zaklęciami, w czym rywalizował z innymi chłopcami.
W jakiś czas potem spotkał starszego mistrza medytacji, znanego jako "Biała Głowa", który pokonał Dharmakszemę w debacie trwającej kilka dni. Otrzymał w podarunku od tego mnicha kopię Sutry Nirwany i to spowodowało jego zainteresowanie się mahajaną. Studiował pisma mahajany i w wieku dwudziestu lat umiał na pamięć olbrzymią ilość tekstów.
Pewnego razu jego młodszy brat przypadkowo zabił ulubionego słonia miejscowego króla i został za to stracony. Chociaż król zabronił pogrzebania ciała skazanego, Dharmakszema sprzeciwił się nakazowi i pogrzebał ciało swojego brata. Po przesłuchaniu Dharmakszemy przez króla, władca był tak zaskoczony zuchwałością Dharmarakszy, że nakazał mu pełnić obowiązki pałacowego kapłana. Dharmaraksza przez jakiś czas utrzymał tę pozycję, wykorzystując magiczne triki i pochlebstwa. Jednak w końcu król poczuł niechęć do Dharmarakszy, a to zmusiło go do pozbawionego wszelkich skrupułów działania wykorzystującego magię i szantaż, aby zachować stanowisko. Kiedy to wyszło na jaw, uciekł do Azji Środkowej (Kaszmir), zabierając z sobą kopie Sutry Nirwany oraz dwa inne teksty o moralnej dyscyplinie.
Po krótkim pobycie w Kuczy i w Shanshanie Dharmakszema przybył do Dunhuangu, w którym przebywał przez kilka lat i być może dokonał wstępnych tłumaczeń. Sława o nim jako o czarowniku dotarła do Dunhuangu.
Podczas jego pobytu w Dunhuangu miasto dwukrotnie (w 420 i w 421 roku) zostało podbite przez króla Juqu Mengxuna z północnej dynastii Liang. Jest prawdopodobne, że Juqu słyszał o Dharmaraksie wcześniej, gdyż wziął go w 421 roku do pałacu w Guzang, który był stolicą Liangów. Juqu nakazał mu przetłumaczenie Sutry Nirwany, gdyż był zainteresowany katastroficznymi przepowiedniami związanymi z Dharmą. Jego tłumaczenie tej sutry liczyło dziesięć "zwojów" (chiń. juan) i było pełniejsze od wcześniejszego o kilka lat tłumaczenia dokonanego przez Buddhabhadrę i Baoyuana, które liczyło tylko sześć juanów.
W tym okresie Dharmakszema umocnił swoją pozycję na dworze królewskim zarówno jako kapłan i jako doradca dworski. Prawdopodobnie Juqu szczególnie cenił jego zdolności profetyczne, które wydawały się jego współczesnym całkowicie nieomylne. W dalszym ciągu wykorzystywał także swoje magiczne moce.
W połowie lat 420, cesarz sąsiedniego państwa Wei Taiwu dowiedział się o magicznych i profetycznych zdolnościach Dharmakszemy i – jako zwierzchnik – zażądał przekazania Dharmarakszy na jego cesarski dwór. Juqu jednak nie chciał pozbyć się mnicha, który uważany był za bardzo wartościowego doradcę tronu.
Mniej więcej w tym okresie Dharmaraksza odkrył, że wersja Sutry Nirwany, którą przetłumaczył, nie była wersją pełną, gdyż liczyła ona nawet 35000 wersów, gdy on przetłumaczył zaledwie 5000 wersów. Otrzymał zgodę na poszukiwanie pełnej wersji i odbył podróż do północno-zachodnich Indii w tym celu. Po dwóch latach powrócił do Guzangu, przynosząc ze sobą dodatkowe materiały literackie, które podobno znalazł w Chotanie. Jednak jest także możliwe, że sam napisał część sutry, gdyż miał do tego zarówno odpowiednią praktykę jak i motywację. Niezależnie od prawdy, Dharmakszema pozostał w Guzangu. Tłumaczył nowe teksty, jak również i materiał należący do szerszej wersji Sutry Nirwany, który otrzymał podobno od anonimowego cudzoziemskiego mnicha. To tłumaczenie liczyło czterdzieści zwojów i znalazło się w chińskim kanonie.
Po kilkuletnich negocjacjach nacisk ze strony cesarza był już tak mocny, że niesposób było go ignorować (cesarz groził inwazją kraju i zabraniem Dharmakszemy siłą). Pod koniec 432 roku Juqu Mengxun i Li Shun (emisariusz cesarski) podjęli decyzję o zabiciu Dharmakszemy. Nie jest jasna ich motywacja. Biograficzne klasztorne zapiski zawierają informację, że Dharmakszema pragnął opuścić Guzang i udać się w kolejną podróż w poszukiwaniu dalszych części Sutry Nirwany. Natomiast Juqu myślał, że Dharmakszema planuje ucieczkę do innego państwa i nie chciał stracić takiego talentu. Wysłał za Dharmarakszą zabójców, którzy zamordowali go około 40 li od Guzangu.
Jest także inna wersja przyczyn jego zamordowania, która znajduje się w Rocznikach Wei. Podobno Dharmakszema był słynny ze swoich seksualnych technik, którymi interesował się cesarz, i które przysporzyły mu już kłopotów w Shanshan, gdzie je wykorzystywał wśród kobiet z tamtejszej rodziny królewskiej. W czasie spotkania Juqu z Li Shunem w 432 roku, Li Shun ujawnił, że Dharmakszema dawał w tajemnicy lekcje specjalnej techniki seksualnej kobietom na dworze Liangów, łącznie z rodziną Juqu. Władca był tak tym oburzony, że uwięził Dharmakszemę, torturował go i w końcu publicznie stracił.
Istnieje także trzecia wersja jego śmierci. Został zamordowany z częściowo politycznych przyczyn przez swojego patrona Juqu Mengxuna, podczas kolejnej wyprawy na Zachód w 433 roku.

## Tłumaczenia
Dharmaraksza przetłumaczył 19 tekstów w 131 zwojach. Były wśród nich:
- 涅槃經 Nirvana Sutra
- 文陀竭王經 Wentuojiewang jing
- 悲華經 Pēihuá jīng, Karuṇāpuṇḍarīka-sūtra
- 大方廣三戒經 Trisaṃvaranirdeśaparivarta-sūtra
- 大般涅槃經 Dà bānnièpán jīng, Mahāyāna Mahāparinirvāṇa-sūtra, 40 zwojów, 421-430
- 大方等無想經 Dà fāngděng wúxiǎng jīng, Mahāmegha-sūtra
- 金光明經 część Suvarṇaprabhāsa-sūtra, 4 zwoje, przed 430 rokiem
- niektóre rozdziały 合部金光明經 Hébù Jīn guāngmíng jīng, Suvarṇaprabhāsa
- 優婆塞戒經 Yōupósē jiè jīng, Upāsaka-śīla-sūtra
- 菩薩戒本 Bodhisattva-śīla sūtra
- 菩薩地持經 Bodhisattvabhūmi, 10 zwojów, przed 430 rokiem
- 楞伽經 Lèngqiéjīng, Lankavatara Sutra (zagubiona)
- 大方等大集經 Mahasamnipata Sutra, 60 zwojów, 420-426
- 佛所行讚 Buddhacarita, 5 zwojów
- 優婆塞戒經 Upasakasila Sutra, 7 zwojów.